# Рух (філософія)
 Рух — поняття, що охоплює в найзагальнішому вигляді всіляку зміну та перетворення; в механіці — зміна положення в часі і в просторі. 

## Визначення
У європейській традиції поняття руху семантично диференційоване: воно може бути «рухом взагалі», бувши поруч з такими поняттями, як «простір», «час» або «енергія», механічне переміщення; у нього може бути спрямованість, воно може показувати якісну зміну, розвиток (прогрес, регрес), тощо. 
У діалектичному матеріалізмі рух — об'єктивний спосіб існування матерії, її абсолютний невід'ємний атрибут, без якого вона не може існувати і який не може існувати без неї. Згідно з цим світоглядом рух абсолютний, а спокій відносний, оскільки є рухом у рівновазі. 
Для руху як для онтологічної основи буття, постульована та сама незнищуваність та вічність, що й для самого буття. З'явившись разом з буттям, він не зупиняється, і тому неможливо знову його створити. 
Релятивізм абсолютизує рух, у той час як елеати його зовсім заперечують (див. стріла Зенона, дихотомія, Ахіллес та черепаха). На підставі усвідомлення руху не як лише механічного процесу побудовані закони діалектичної логіки. 

## Види і форми
Рух існує в різноманітних формах. Різноманітність форм руху як атрибута матерії визначає різноманіття форм організації матерії. 
Фрідріх Енгельс на різних рівнях системної організації матерії виділив декілька основних форм руху: 
- механічний
- фізичний (тепловий, електромагнітний, гравітаційний, атомний та ядерний);
- хімічний
- біологічний
- соціальний
- географічний
- математичний

Енгельс також вказує на спадкоємний зв'язок між усіма формами руху матерії: вищі форми не зводяться до нижчих, але обов'язково їх припускають. 